# Obsesión (Natti Natasha)
Obsesión è un singolo della cantante dominicana Natti Natasha, pubblicato il 22 marzo 2019 su etichetta discografica Pina Records come settimo estratto dall'album di debutto Iluminatti.